# Juan de Luna
Juan de Luna (Toledo, 1575 circa – Londra, 1645 circa) è stato uno scrittore spagnolo.

## Biografia
Juan de Luna nacque a Toledo e nel 1612, a causa dell'inquisizione, lasciò la Spagna e si trasferì in Francia per motivi religiosi, essendo lui un riformato.
Soggiornò per due o tre anni a Montauban, dove frequentò la Facoltà di Teologia.
Dopo una breve permanenza in Olanda, nel 1615,  si stabilì a Parigi, dove lavorò come interprete di lingua spagnola e come insegnante.
Juan de Luna si sposò a Parigi con Marguerite Rouchau, dalla quale ebbe la prima dei suoi sei figli, Anne, il 1º gennaio 1618.
Un anno dopo, Juan de Luna pubblicò i suoi Diálogos familiares (Dialoghi di famiglia, 1619) a Parigi, incentrati sui proverbi e modi di parlare della lingua spagnola, scritti per aiutare i francesi che volevano imparare lo spagnolo e viceversa.
Dei dodici dialoghi, solo cinque sono originali, gli altri sono tratti dalle opere del linguista e lessicografo John Minsheu.
Juan de Luna dedicò i Dialoghi a Luigi II di Borbone-Condé, futuro leader degli ugonotti francesi.
Nel 1620 pubblicò la seconda parte di Lazarillo de Tormes, indipendente dall'anonimo Lazarillo del 1554.
L'opera, basata su un giudizio critico della Spagna contemporanea, estese i contenuti anticlericali della prima parte, e quindi nonostante il successo ottenuto all'estero, la libera circolazione in Spagna dell'opera avvenne solamente molto tempo dopo, nel 1835. Il romanzo fu dedicato a Henriette de Rohan, sorella del famoso Enrico II di Rohan, capo dei protestanti francesi. L'opera, composta da sedici capitoli, è animata e pittoresca e pregevole sia per il linguaggio sia per le invenzioni, ricchi di ironie antinquisitoriali.
Il Lazzaro di Luna ebbe molte vicissitudini, a cominciare dalla guerra di Algeri, proseguendo con un naufragio dal quale si salvò trasformandosi in uomo-pesce, dopo di che viaggiò attraverso la Spagna fino a raggiungere Toledo, dove oltre a scoprire l'infedeltà della moglie perse anche la relativa causa processuale. Dopo varie peripezie, divenne eremita, si sposò, venne ingannato da donne di facili costumi e decise di entrare in una chiesa:
  
(Lazarillo de Tormes)
Nel 1621, si svolsero contrasti religiosi in Francia e molti fuggirono per evitare la repressione. Juan de Luna si rifugiò in Inghilterra, a Londra, dove nel 1623, divenne pastore protestante, ristampò molte delle sue opere, insegnò la lingua spagnola per mantenersi e trascorse gli ultimi anni della sua vita.

## Opere principali
- Diálogos familiares, Parigi, Miguel Daniel, 1619;
- Segunda parte de la vida de Lazarillo de Tormes, Parigi, Rolet Bovtonne, 1620;
- El sitio de Tonneins, Barcellona, Esteban Liberòs, 1622;
- Arte breve y compendiosa para aprender a leer, pronunciar, escribir y hablar la lengua española, Londra, William Jones, 1623.